# 村本玲奈
村本 玲奈（むらもと れいな、1961年9月2日 - ）は日本のジャズシンガー。かつては芦部 真梨子（あしべ まりこ）名義で活躍しており、芦部時代に発表した「ガラスの仮面」はゴールドディスクとなった。身長159.5cm。B80cm、W57cm、H87cm（1984年1月）。

## 経歴
兵庫県尼崎市に生まれる。三姉妹の長女。大阪スクールオブビジネスで秘書の勉強をしていたこともあった。
TV時代劇『必殺仕置人』で「藤田まことの恋人役」の公募があった際に、これに応募して選考され、タレント業界に踏み込むことになる。1976年に朝日放送の番組『ラブアタック!』に「かぐや姫」として出場、これが評判になってその後テレビ番組『三枝の国盗りゲーム』でアシスタント、『ズームイン朝』（読売テレビ担当分）でのレポーター、ラジオ局のナビゲーターを行った。大阪で開催されたダンスコンテストで2度優勝し、そこで獲得した奨励金を元にアメリカ合衆国へ渡り、音楽やダンスのレッスンを受けた。
帰国後、関西でミュージカル出演を機にスカウトされ、芦部真梨の芸名で歌手デビュー。1982年にはバップよりシングル「ミモザ色の恋」をリリースする。その後、芦部真梨子に改名し、1984年にはTVアニメ『ガラスの仮面』の主題歌「ガラスの仮面」を東芝EMIからリリース。「ガラスの仮面」はゴールドディスクを獲得する。
1986年に村本玲奈に改名し、ジャズシンガーの道を歩みだす。
2006年には「Reyna ボイストレーニングスクール」を開校し、2008年には「株式会社オフィス017」を設立して代表取締役に就任する（代表取締役は本名名義）。
2019年には芦部真梨子時代の1984年に発表したアルバム『ストリート・スキャンダル』がCD化され、タワーレコード限定発売された。

## ディスコグラフィ
芦部真梨
シングル
- ミモザ色の恋/硝子路道へ 1982年、バップ

芦部真梨子
シングル
- あと5分だけ / バリに追いかけて 1983年、東芝EMI
- ガラスの仮面 / パープルライト 1984年、東芝EMI
テレビアニメ『ガラスの仮面』のオープニング曲、エンディング曲

アルバム
- ストリート・スキャンダル 1984年、東芝EMI

村本玲奈
アルバム
- Reyna 1996年、ウォーターガーデンプロダクションズ
- Reyna Sings In L.A. For You 1999年、Basslines Music
- Smile 2003年、グレイスノーツレコーズ
- 10years past 〜Reyna The Best〜 2005年、グレイスノーツレコーズ
- Liberdade 2014年、017 RECORDS